# Unione Sportiva Savoia 1908 2018-2019
Questa voce raccoglie le informazioni riguardanti l'Unione Sportiva Savoia 1908 nelle competizioni ufficiali della stagione 2018-2019.

## Stagione
La stagione 2018-2019 è la 96ª stagione sportiva del Savoia.

In questa stagione il club compie 110 anni di vita (21 novembre) e dopo 55 anni riprende la vecchia denominazione di Unione Sportiva, abbandonata alla fine della stagione 1962-63 ed usata dalla fondazione fino all'apice del periodo d'oro.

Cambio della guardia alla guida del timone societario. All'uscente presidente Nuzzo subentra Alfonso Mazzamauro, che trasferisce il titolo sportivo dell'Ercolanese a Torre Annunziata, mentre quello oplontino finisce al Nola che potrà così partecipare al campionato di Serie D.
Il primo impegno ufficiale del Savoia nella stagione 2018-2019 è il primo turno di Coppa Italia Serie D, nel quale affronta la Gelbison di Vallo della Lucania, vincendo 1-0. Il 9 settembre il Savoia batte con un netto 4-0 il Gragnano in Coppa Italia, superando i trentaduesimi di finale. L'esordio in campionato contro i lucani dell'AZ Picerno vede la sconfitta per 2-0 dei Bianchi. Il 30 settembre, alla terza giornata di campionato, arriva la prima vittoria del Savoia, che batte a domicilio di misura il Pomigliano. Il 10 ottobre, in virtù della sconfitta rimediata in casa dell'Albalonga per 2-1, il Savoia viene eliminato dalla Coppa Italia Serie D. Il 21 ottobre il Savoia subisce la prima sconfitta casalinga, interrompendo la striscia positiva che in campionato durava dal 16 settembre 2017, arrendendosi per 0-1 al Taranto.
Il 23 dicembre si conclude il girone di andata del Savoia con il pareggio interno contro la Gelbison (2-2), che vale l'esonero del tecnico Luigi Squillante, e la squadra a metà classifica a ridosso della zona play-off. Il 24 dicembre viene ufficializzato l'arrivo in panchina del tecnico Salvatore Campilongo. Il 10 febbraio, dopo un filotto di 6 risultati utili consecutivi di cui 5 ottenuti dal nuovo tecnico, il Savoia viene sconfitto dal Taranto per 1-0 con un gol irregolare che porta la società a intraprendere il silenzio stampa.
Il 5 maggio, con la vittoria per 1-0 ottenuta sul campo della Gelbison, il Savoia conquista il quinto posto in classifica e la possibilità di disputare i play-off. Il 12 maggio con la sconfitta subita in rimonta, per 2-1, sul campo dell'Audace Cerignola si conclude la stagione sportiva del Savoia.

## Divise e sponsor
| Casa | Trasferta | Terza maglia |

Attraverso il contest la maglia la scegli tu durato dal 15 al 20 luglio, il club, per il tramite dei suoi canali ufficiali Facebook e Instagram, ha permesso ai propri sostenitori la scelta della maglia per la stagione corrente, in una rosa di 5 livree.

La prima maglia è costituita dalla classica casacca bianca e da una banda orizzontale nera all'altezza del petto, al centro campeggia il logo del club. Sulla sinistra in caratteri dorati e su due righe, è riportata la scritta 1908-2018_110 Anni, in occasione appunto del 110º anniversario della fondazione del club. Al di sotto della banda nera, appena sotto lo sponsor scritto in rosso, nell'intero quarto sinistro, in filigrana c'è il logo del club parimenti riportato anche sul retro, dove al centro, appena sotto il colletto, troviamo anche una silhouette del panorama della città, al cui interno c'è scritto I bianchi di Torre Annunziata.

All'interno dei numeri di casacca è ripetuto il logo del sodalizio. Sia il colletto che le maniche, sono bordati da due sottili righe nere.

La seconda maglia è costituita da una livrea completamente nera, identica alla prima ma a colori invertiti, per tutti i particolari tranne che per la banda nera e la scritta dorata. Inoltre il vessillo del club invece che al centro, è nella classica posizione a sinistra sul petto, ma il logo è quello celebrativo del 110° della fondazione, costituito dallo scudo sabaudo con corona, circoscritto dalla dicitura 1908-2018_U.S. SAVOIA 1908, sempre a caratteri dorati.

Il colletto è di colore bianco bordato da una sottile riga nera, mentre su entrambe le naniche, nella parte alta sono presenti due V bianche, rivisitazione della casacca indossata dal club nell'ultimo campionato cadetto disputato.

Lo sponsor principale è Mazzamauro International di fatto legato alla proprietà dello stesso club, lo sponsor tecnico è Givova per il terzo anno consecutivo.

## Organigramma societario
Di seguito è riportato l'organigramma societario
Area direttiva
- Presidente: Francesco Annunziata
- Presidente onorario: Alfonso Mazzamauro
- Vice presidente: Renato Mazzamauro
- Dirigente: Ciro Mazzamauro
- Direttore generale: Giovanni Rais

Area organizzativa
- Segretario generale: Luca Espinosa
- Tesoriere: Raffaele Guarino

Area comunicazione
- Responsabile: Antonella Scippa
- Graphic designer: Nunzio Iovene

Area marketing
- Responsabile: Dario Gambardella

Area sportiva
- Direttore sportivo: Marco Mignano
- Team manager: Roberto Nocerino

Area tecnica
- Allenatore: Luigi Squillante;[1] Salvatore Campilongo[2]
- Allenatore in seconda: Giosuè Squillante;[1] Antonio Vanacore[2]

Area sanitaria
- Medico sociale:

## Rosa

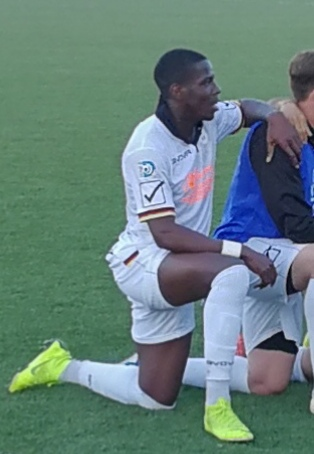
John-Christophe Ayina, neo acquisto del Savoia durante il mercato invernale

Rosa tratta dal sito ufficiale.
| N. |                   | Ruolo | Calciatore               |
| -- | ----------------- | ----- | ------------------------ |
| 1  | Italia (bandiera) | P     | Alberto Savini           |
| 2  | Italia (bandiera) | D     | Ruben Nives              |
| 3  | Italia (bandiera) | D     | Giovanni Esposito        |
| 4  | Italia (bandiera) | C     | Stefano Costantino       |
| 5  | Italia (bandiera) | D     | Davide Cacace            |
| 6  | Italia (bandiera) | D     | Ciro Poziello (capitano) |
| 7  | Italia (bandiera) | C     | Francesco Alvino         |
| 8  | Italia (bandiera) | C     | Crescenzo Liccardo       |
| 8  | Italia (bandiera) | C     | Salvatore D'Ancora       |
| 9  | Italia (bandiera) | A     | Antonio Del Sorbo        |
| 10 | Italia (bandiera) | A     | Gianmarco Tedesco        |
| 11 | Italia (bandiera) | A     | Roberto Felici           |
| 12 | Italia (bandiera) | P     | Antonio Riccio           |
| 12 | Italia (bandiera) | P     | Cesare Scolavino         |
| 14 | Italia (bandiera) | D     | Gerardo Stellato         |
| 14 | Italia (bandiera) | D     | Vincenzo Imbriola        |
| 16 | Italia (bandiera) | C     | Manuel Falanga           |
| 16 | Italia (bandiera) | C     | Pasquale Liguoro         |

| N. |                           | Ruolo | Calciatore             |
| -- | ------------------------- | ----- | ---------------------- |
| 17 | Italia (bandiera)         | C     | Roberto Franzese       |
| 18 | Italia (bandiera)         | C     | Vincenzo Gatto         |
| 19 | Italia (bandiera)         | D     | Antonio Guastamacchia  |
| 22 | Italia (bandiera)         | P     | Alessandro Buono       |
| 23 | Italia (bandiera)         | C     | Gaetano Maranzino      |
| 24 | Italia (bandiera)         | A     | Pasquale Messina       |
| 27 | Italia (bandiera)         | A     | Giuseppe Pio Del Prete |
| 29 | Tunisia (bandiera)        | A     | Hassen Rekik           |
| 32 | Argentina (bandiera)      | A     | Federico Ortiz López   |
| 75 | Italia (bandiera)         | D     | Erik D'Angeli          |
| 77 | Albania (bandiera)        | C     | Alessio Ruçi           |
| 80 | Italia (bandiera)         | C     | Giuseppe Ausiello      |
| 90 | Italia (bandiera)         | A     | Vincenzo Pisani        |
| 90 | Costa d'Avorio (bandiera) | A     | Adama Diakité          |
| 97 | Italia (bandiera)         | D     | Francesco Rossi        |
| 98 | Francia (bandiera)        | A     | John-Christophe Ayina  |
| 99 | Italia (bandiera)         | D     | Antonio Marino         |

## Calciomercato

### Sessione estiva(dal 1º luglio al 14 settembre)
| Acquisti | Acquisti               | Acquisti       | Acquisti   |
| R.       | Nome                   | da             | Modalità   |
| -------- | ---------------------- | -------------- | ---------- |
| P        | Alessandro Buono       | Ercolanese     | definitivo |
| P        | Antonio Riccio         | Puteolana      | definitivo |
| P        | Alberto Savini         | Torino         | prestito   |
| D        | Davide Cacace          | Gravina        | definitivo |
| D        | Erik D'Angeli          | Cesena         | definitivo |
| D        | Giovanni Esposito      | Ercolanese     | definitivo |
| D        | Antonio Guastamacchia  | Turris         | definitivo |
| D        | Ruben Nives            | Lecce          | prestito   |
| D        | Francesco Rossi        | Ercolanese     | definitivo |
| D        | Gerardo Stellato       | Ercolanese     | definitivo |
| D        | Ciro Poziello          | Ercolanese     | definitivo |
| C        | Francesco Alvino       | Nocerina       | definitivo |
| C        | Giuseppe Ausiello      | Ercolanese     | definitivo |
| C        | Stefano Costantino     | Ercolanese     | definitivo |
| C        | Salvatore D'Ancora     | Bisceglie      | definitivo |
| C        | Manuel Falanga         | Nola           | definitivo |
| C        | Roberto Franzese       | AZ Picerno     | definitivo |
| C        | Vincenzo Gatto         | Gragnano       | definitivo |
| C        | Gaetano Maranzino      | SPAL           | prestito   |
| C        | Alessio Ruçi           | L'Aquila       | definitivo |
| A        | Giuseppe Pio Del Prete | Salernitana    | definitivo |
| A        | Pasquale Contieri      | Battipagliese  | definitivo |
| A        | Antonio Del Sorbo      | Vis Afragolese | definitivo |
| A        | Roberto Felici         | Forlì          | definitivo |
| A        | Federico Ortiz López   | Brown (A)      | definitivo |
| A        | Vincenzo Pisani        | Pomigliano     | definitivo |
| A        | Hassen Rekik           | Ercolanese     | definitivo |
| A        | Gianmarco Tedesco      | Ercolanese     | definitivo |

| Cessioni | Cessioni               | Cessioni         | Cessioni                |
| R.       | Nome                   | a                | Modalità                |
| -------- | ---------------------- | ---------------- | ----------------------- |
| P        | Piero Abate            | Torino           | definitivo              |
| P        | Francesco Gallo        |                  | svincolato              |
| P        | Vincenzo Mosca         | Vico Equense     | svincolato              |
| D        | Fabio Del Prete        | Campobasso       | svincolato              |
| D        | Rosario Di Girolamo    | Giugliano        | svincolato              |
| D        | Gianluca Ferraro       |                  | svincolato              |
| D        | Luigi Panariello       | Virtus Ottaviano | definitivo              |
| D        | Stefano Riccio         | Gravina          | svincolato              |
| C        | Gennaro Abbatiello     |                  | svincolato              |
| C        | Stefano Costantino     | Sorrento         | rescissione consensuale |
| C        | Rosario De Rosa        | Giugliano        | svincolato              |
| C        | Crescenzo Liccardo     | Giugliano        | rescissione consensuale |
| C        | Raffaele Moxedano      |                  | svincolato              |
| C        | Alessio Panico         | Vis Afragolese   | svincolato              |
| C        | Alessio Ruçi           | Castelfidardo    | rescissione consensuale |
| C        | Paolo Sardo            | Giugliano        | svincolato              |
| A        | Luigi Amico            |                  | svincolato              |
| A        | Vincenzo Caso Naturale | Giugliano        | definitivo              |
| A        | Pasquale Contieri      | Battipagliese    | rescissione             |
| A        | Gennaro Esposito       | Nola             | definitivo              |
| A        | Salvatore Galizia      |                  | svincolato              |
| A        | Dino Fava Passaro      | Giugliano        | svincolato              |

### Sessione invernale(dal 1º al 17 dicembre)
| Acquisti | Acquisti              | Acquisti       | Acquisti   |
| R.       | Nome                  | da             | Modalità   |
| -------- | --------------------- | -------------- | ---------- |
| P        | Cesare Scolavino      | Nocerina       | definitivo |
| D        | Vincenzo Imbriola     | AZ Picerno     | definitivo |
| C        | Stefano Costantino    | Sorrento       | definitivo |
| C        | Pasquale Liguoro      | Virtus Entella | prestito   |
| A        | John-Christophe Ayina | Fidelis Andria | definitivo |
| A        | Adama Diakité         | Taranto        | definitivo |
| A        | Pasquale Messina      | Turris         | definitivo |

| Cessioni | Cessioni               | Cessioni       | Cessioni   |
| R.       | Nome                   | a              | Modalità   |
| -------- | ---------------------- | -------------- | ---------- |
| P        | Antonio Riccio         | Giugliano      | svincolato |
| P        | Alessandro Buono       | Gragnano       | prestito   |
| D        | Erik D'Angeli          | Frattese       | prestito   |
| D        | Francesco Rossi        | Sarnese        | gratuito   |
| D        | Gerardo Stellato       |                | svincolato |
| C        | Manuel Falanga         | Nola           | definitivo |
| A        | Giuseppe Pio Del Prete | Forlì          | prestito   |
| A        | Roberto Felici         |                | svincolato |
| A        | Vincenzo Pisani        | Vis Afragolese | gratuito   |

## Risultati

### Serie D

#### Girone di andata
| Arbitro: | Pascariello (Lecce) |

|                      |           |  |
| Santaniello 10’, 34’ | Marcatori |  |

| Torre Annunziata 23 settembre 2018, ore 15:00 CEST 2ª giornata | Savoia                      | 0 – 0 referto | FC Francavilla | Stadio Alfredo Giraud (1 200 spett.)\| Arbitro: \| Bordin (Bassano del Grappa) \| |
| Arbitro:                                                       | Bordin (Bassano del Grappa) |               |                |                                                                                   |

| Arbitro: | Bergamin (Castelfranco Veneto) |

|  |           |            |
|  | Marcatori | 16’ Cacace |

| Arbitro: | Gullotta (Siracusa) |

|                          |           |              |
| Del Sorbo 44’ Alvino 74’ | Marcatori | 24’ Gargiulo |

| Arbitro: | Diop (Treviglio) |

|                            |           |                         |
| Fiorentino 16’ Turitto 64’ | Marcatori | 13’ Gatto 79’ Del Sorbo |

| Arbitro: | Croce (Novara) |

|  |           |              |
|  | Marcatori | 27’ Salatino |

| Gragnano 28 ottobre 2018, ore 14:30 CET 7ª giornata | Gragnano        | 0 – 0 referto | Savoia | Stadio San Michele (150 spett.)\| Arbitro: \| Bertini (Lucca) \| |
| Arbitro:                                            | Bertini (Lucca) |               |        |                                                                  |

| Arbitro: | Scatena (Avezzano) |

|  |           |                         |
|  | Marcatori | 23’ Longo 60’ Lattanzio |

| Arbitro: | Catanoso (Reggio Calabria) |

|                                   |           |  |
| Del Sorbo 40’ (rig.) Alvino 90+3’ | Marcatori |  |

| Arbitro: | Bonacina (Bergamo) |

|  |           |                   |
|  | Marcatori | 57’ Guastamacchia |

| Torre Annunziata 18 novembre 2018, ore 14:30 CET 11ª giornata | Savoia             | 0 – 0 referto | Fidelis Andria | Stadio Alfredo Giraud (1 000 spett.)\| Arbitro: \| Virgilio (Trapani) \| |
| Arbitro:                                                      | Virgilio (Trapani) |               |                |                                                                          |

| Arbitro: | Catani (Fermo) |

|                      |           |  |
| Ganci 13’ Forbes 35’ | Marcatori |  |

| Arbitro: | Lovison (Padova) |

|                                      |           |             |
| Del Sorbo 35’ Nives 43’ Ausiello 68’ | Marcatori | 80’ Santoro |

| Altamura 9 dicembre 2018, ore 14:30 CET 14ª giornata | Team Altamura | 0 – 0 referto | Savoia | Stadio Tonino D'Angelo\| Arbitro: \| Vingo (Pisa) \| |
| Arbitro:                                             | Vingo (Pisa)  |               |        |                                                      |

| Torre Annunziata 12 dicembre 2018, ore 14:30 CET 15ª giornata | Savoia              | 0 – 0 referto | Nardò | Stadio Alfredo Giraud (600 spett.)\| Arbitro: \| Zucchetti (Foligno) \| |
| Arbitro:                                                      | Zucchetti (Foligno) |               |       |                                                                         |

| Arbitro: | Crescenti (Trapani) |

|           |           |                          |
| Sozio 15’ | Marcatori | 45+3’ Poziello 60’ Rekik |

| Arbitro: | Barbiero (Campobasso) |

|                        |           |                            |
| Ayina 17’ D'Ancora 63’ | Marcatori | 40’ Cammarota 79’ Chiochia |

#### Girone di ritorno
| Torre Annunziata 6 gennaio 2019, ore 14:30 CET 18ª giornata | Savoia                 | 0 – 0 referto | AZ Picerno | Stadio Alfredo Giraud (1 000 spett.)\| Arbitro: \| Delrio (Reggio Emilia) \| |
| Arbitro:                                                    | Delrio (Reggio Emilia) |               |            |                                                                              |

| Arbitro: | Vogliacco (Bari) |

|  |           |              |
|  | Marcatori | 85’ Ausiello |

| Arbitro: | Paolucci (Lanciano) |

|             |           |  |
| Diakité 52’ | Marcatori |  |

| Arbitro: | Costanza (Agrigento) |

|                            |           |                             |
| Figliolia 42’ Gargiulo 87’ | Marcatori | 13’ Alvino 25’, 29’ Diakité |

| Arbitro: | Delli Carpini (Isernia) |

|             |           |             |
| Tedesco 55’ | Marcatori | 6’ Patierno |

| Arbitro: | Cavaliere (Paola) |

|             |           |  |
| Croce 90+2’ | Marcatori |  |

| Arbitro: | Dallapiccola (Trento) |

|                        |           |                   |
| Alvino 45+4’ Ayina 86’ | Marcatori | 22’ (aut.) Cacace |

| Arbitro: | Frascaro (Firenze) |

|                                |           |  |
| Loiodice 75’ (rig.) Foggia 86’ | Marcatori |  |

| Arbitro: | Monaco (Termoli) |

|             |           |  |
| Esposito 9’ | Marcatori |  |

| Arbitro: | Milone (Taurianova) |

|                                   |           |                        |
| Diakité 6’, 55’ (rig.) Alvino 68’ | Marcatori | 39’ Sellitti 61’ Lepre |

| Andria 24 marzo 2019, ore 16:00 CET 28ª giornata | Fidelis Andria | 0 – 0 referto | Savoia | Stadio degli Ulivi (1 000 spett.)\| Arbitro: \| Gangi (Enna) \| |
| Arbitro:                                         | Gangi (Enna)   |               |        |                                                                 |

| Arbitro: | Cecchin (Bassano del Grappa) |

|                           |           |              |
| Diakité 21’ Del Sorbo 35’ | Marcatori | 65’ Montaldi |

| Arbitro: | Faraon (Conegliano) |

|  |           |           |
|  | Marcatori | 43’ Rekik |

| Arbitro: | Zamagni (Cesena) |

|                                           |           |  |
| Del Sorbo 7’ Diakité 57’ Costantino 90+5’ | Marcatori |  |

| Arbitro: | Sicurello (Seregno) |

|                      |           |                          |
| Kyeremateng 73’, 89’ | Marcatori | 81’ Diakité 90+5’ Cacace |

| Arbitro: | Gasperotti (Rovereto) |

|                                                                |           |  |
| D'Ancora 22’ Del Sorbo 40’ Diakité 69’ (rig.), 76’ Ortiz 90+3’ | Marcatori |  |

| Arbitro: | Ancora (Roma1) |

|  |           |             |
|  | Marcatori | 19’ Diakité |

#### Play-off
| Arbitro: | Madonia (Palermo) |

|                                |           |              |
| Loiodice 58’ (rig.) Foggia 74’ | Marcatori | 39’ Poziello |

### Coppa Italia Serie D

#### Turni eliminatori
| Arbitro: | Ubaldi (Roma1) |

|                      |           |  |
| Romanelli 22’ (aut.) | Marcatori |  |

#### Fase finale
| Arbitro: | Vogliacco (Bari) |

|                                               |           |  |
| Del Sorbo 2’ Cacace 20’ Alvino 29’ Felici 38’ | Marcatori |  |

| Arbitro: | Di Cicco (Lanciano) |

|                                  |           |                    |
| Mastromattei 2’ Pippi 44’ (rig.) | Marcatori | 62’ (rig.) Tedesco |

## Statistiche

### Statistiche di squadra
| Competizione | Punti | In casa | In casa | In casa | In casa | In casa | In casa | In trasferta | In trasferta | In trasferta | In trasferta | In trasferta | In trasferta | Totale | Totale | Totale | Totale | Totale | Totale | DR  |
| Competizione | Punti | G       | V       | N       | P       | Gf      | Gs      | G            | V            | N            | P            | Gf           | Gs           | G      | V      | N      | P      | Gf     | Gs     | DR  |
| ------------ | ----- | ------- | ------- | ------- | ------- | ------- | ------- | ------------ | ------------ | ------------ | ------------ | ------------ | ------------ | ------ | ------ | ------ | ------ | ------ | ------ | --- |
| Serie D      | 59    | 17      | 9       | 6       | 2       | 26      | 12      | 17           | 7            | 5            | 5            | 14           | 15           | 34     | 16     | 11     | 7      | 40     | 27     | +13 |
| Play-off     | -     | 0       | 0       | 0       | 0       | 0       | 0       | 1            | 0            | 0            | 1            | 1            | 2            | 1      | 0      | 0      | 1      | 1      | 2      | -1  |
| Coppa Italia | -     | 2       | 2       | 0       | 0       | 5       | 0       | 1            | 0            | 0            | 1            | 1            | 2            | 3      | 2      | 0      | 1      | 6      | 2      | +4  |
| Totale       | 59    | 19      | 12      | 6       | 2       | 31      | 12      | 19           | 7            | 5            | 7            | 16           | 19           | 38     | 18     | 12     | 9      | 47     | 31     | +16 |

### Andamento in campionato
| Giornata  | 1  | 2  | 3  | 4 | 5 | 6  | 7  | 8  | 9  | 10 | 11 | 12 | 13 | 14 | 15 | 16 | 17 | 18 | 19 | 20 | 21 | 22 | 23 | 24 | 25 | 26 | 27 | 28 | 29 | 30 | 31 | 32 | 33 | 34 |
| --------- | -- | -- | -- | - | - | -- | -- | -- | -- | -- | -- | -- | -- | -- | -- | -- | -- | -- | -- | -- | -- | -- | -- | -- | -- | -- | -- | -- | -- | -- | -- | -- | -- | -- |
| Luogo     | T  | C  | T  | C | T | C  | T  | C  | C  | T  | C  | T  | C  | T  | C  | T  | C  | C  | T  | C  | T  | C  | T  | C  | T  | T  | C  | T  | C  | T  | C  | T  | C  | T  |
| Risultato | P  | N  | V  | V | N | P  | N  | P  | V  | V  | N  | P  | V  | N  | N  | V  | N  | N  | V  | V  | V  | N  | P  | V  | P  | P  | V  | N  | V  | V  | V  | N  | V  | V  |
| Posizione | 16 | 14 | 11 | 6 | 8 | 10 | 10 | 13 | 10 | 8  | 9  | 9  | 7  | 8  | 9  | 8  | 9  | 9  | 6  | 6  | 6  | 5  | 7  | 6  | 6  | 7  | 6  | 7  | 5  | 5  | 5  | 6  | 6  | 5  |

Legenda:

Luogo: C = Casa; T = Trasferta. Risultato: R = Rinviata; V = Vittoria; N = Pareggio; P = Sconfitta.

### Statistiche dei giocatori
In corsivo i calciatori che hanno lasciato la società a stagione in corso.
| Giocatore        | Serie D  | Serie D | Serie D     | Serie D    | Coppa Italia | Coppa Italia | Coppa Italia | Coppa Italia | Totale   | Totale | Totale      | Totale     |
| Giocatore        | Presenze | Reti    | Ammonizioni | Espulsioni | Presenze     | Reti         | Ammonizioni  | Espulsioni   | Presenze | Reti   | Ammonizioni | Espulsioni |
| ---------------- | -------- | ------- | ----------- | ---------- | ------------ | ------------ | ------------ | ------------ | -------- | ------ | ----------- | ---------- |
| F. Alvino        | 31+1     | 5       | 2           | 1          | 2            | 1            | 0            | 0            | 34       | 6      | 2           | 1          |
| G. Ausiello      | 29       | 2       | 3           | 0          | 3            | 0            | 0            | 0            | 32       | 2      | 3           | 0          |
| J. Ayina         | 18       | 2       | 1           | 0          | -            | -            | -            | -            | 18       | 2      | 1           | 0          |
| A. Buono         | 0        | -0      | 0           | 0          | 0            | -0           | 0            | 0            | 0        | -0     | 0           | 0          |
| D. Cacace        | 26+1     | 2       | 5           | 2          | 2            | 1            | 0            | 0            | 29       | 3      | 5           | 2          |
| S. Costantino    | 20+1     | 1       | 8+1         | 0          | -            | -            | -            | -            | 21       | 1      | 9           | 0          |
| S. D'Ancora      | 24+1     | 2       | 6           | 0          | -            | -            | -            | -            | 25       | 2      | 6           | 0          |
| E. D'Angeli      | 0        | 0       | 0           | 0          | 1            | 0            | 0            | 0            | 1        | 0      | 0           | 0          |
| G.P. Del Prete   | 3        | 0       | 0           | 0          | 0            | 0            | 0            | 0            | 3        | 0      | 0           | 0          |
| A. Del Sorbo     | 18+1     | 7       | 6+1         | 1          | 3            | 1            | 1            | 0            | 22       | 8      | 8           | 1          |
| A. Diakité       | 19+1     | 11      | 2+1         | 0          | -            | -            | -            | -            | 20       | 11     | 3           | 0          |
| G. Esposito      | 33+1     | 0       | 5           | 0          | 2            | 0            | 0            | 0            | 36       | 0      | 5           | 0          |
| M. Falanga       | 0        | 0       | 0           | 0          | 1            | 0            | 0            | 0            | 1        | 0      | 0           | 0          |
| R. Felici        | 6        | 0       | 0           | 0          | 3            | 1            | 1            | 0            | 9        | 1      | 1           | 0          |
| R. Franzese      | 11       | 0       | 1           | 0          | 1            | 0            | 0            | 0            | 12       | 0      | 1           | 0          |
| V. Gatto         | 24       | 1       | 8           | 1          | 1            | 0            | 0            | 0            | 25       | 1      | 8           | 1          |
| A. Guastamacchia | 30+1     | 1       | 2           | 0          | 2            | 0            | 0            | 0            | 33       | 1      | 2           | 0          |
| V. Imbriola      | 3        | 0       | 1           | 0          | -            | -            | -            | -            | 3        | 0      | 1           | 0          |
| C. Liccardo      | 4        | 0       | 0           | 0          | 2            | 0            | 0            | 0            | 6        | 0      | 0           | 0          |
| P. Liguoro       | 3        | 0       | 0           | 0          | -            | -            | -            | -            | 3        | 0      | 0           | 0          |
| G. Maranzino     | 27+1     | 0       | 6+1         | 0          | 2            | 0            | 0            | 0            | 30       | 0      | 7           | 0          |
| P. Messina       | 1        | 0       | 0           | 0          | -            | -            | -            | -            | 1        | 0      | 0           | 0          |
| A. Marino        | 2        | 0       | 0           | 0          | 2            | 0            | 0            | 0            | 4        | 0      | 0           | 0          |
| A. Moretta       | 2        | 0       | 0           | 0          | 1            | 0            | 0            | 0            | 3        | 0      | 0           | 0          |
| R. Nives         | 31+1     | 1       | 4+1         | 1          | 1            | 0            | 0            | 0            | 33       | 1      | 5           | 1          |
| F. Ortiz         | 11+1     | 1       | 1           | 0          | 1            | 0            | 0            | 0            | 13       | 1      | 1           | 0          |
| V. Pisani        | 6        | 0       | 0           | 0          | 2            | 0            | 0            | 0            | 8        | 0      | 0           | 0          |
| C. Poziello      | 33+1     | 1+1     | 8           | 0          | 3            | 0            | 0            | 0            | 37       | 2      | 8           | 0          |
| H. Rekik         | 29+1     | 2       | 6           | 0          | 1            | 0            | 0            | 0            | 31       | 2      | 6           | 0          |
| A. Riccio        | 0        | -0      | 0           | 0          | 1            | -2           | 0            | 0            | 1        | -2     | 0           | 0          |
| G. Rondinella    | 6        | 0       | 0           | 0          | -            | -            | -            | -            | 6        | 0      | 0           | 0          |
| F. Rossi         | 1        | 0       | 1           | 0          | 1            | 0            | 0            | 0            | 2        | 0      | 1           | 0          |
| A. Ruçi          | 5        | 0       | 0           | 0          | 1            | 0            | 0            | 0            | 6        | 0      | 0           | 0          |
| A. Savini        | 33+1     | -25+-2  | 6           | 0          | 2            | -0           | 0            | 0            | 36       | -27    | 6           | 0          |
| C. Scolavino     | 1        | -2      | 0           | 0          | -            | -            | -            | -            | 1        | -2     | 0           | 0          |
| G. Stellato      | 2        | 0       | 0           | 0          | 2            | 0            | 1            | 0            | 4        | 0      | 1           | 0          |
| G. Tedesco       | 26+1     | 1       | 1+1         | 1          | 2            | 1            | 1            | 0            | 29       | 2      | 3           | 1          |